# Манолас, Костас
Константи́нос (Ко́стас) Манола́с (греч. Κωνσταντίνος "Κώστας" Μανωλάς; род. 14 июня 1991, Наксос, Южные Эгейские острова) — греческий футболист, защитник греческого клуба "Паннасьякос". Выступал за сборную Греции.
Племянник бывшего защитника сборной Греции и АЕКа Стелиоса Маноласа.

## Карьера

### Клубная

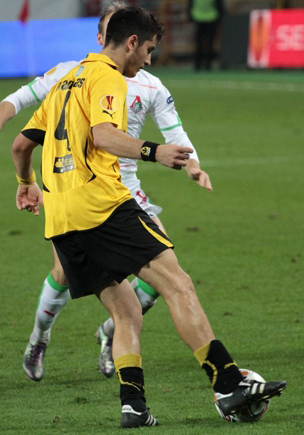
Манолас в составе АЕКа

Костас Манолас с 2005 года выступал за молодёжные команды клуба «Трасивулос». В 2009 году провёл 6 игр в чемпионате Греции за основную команду «Трасивулоса». По итогам сезона его клуб покинул Суперлигу, и Манолас перешёл в афинский АЕК, подписав трёхлетний контракт. Дебют футболиста в новом клубе состоялся 13 марта 2010 года в игре против клуба «Кавала». Всего за первый сезон в составе АЕК сыграл 10 игр в чемпионате Греции и забил 1 гол.
В сезоне 2010/11 Манолас сумел стать основным футболистом АЕК, проведя в общей сложности 36 матчей и забив 3 гола, а 30 апреля 2011 года в составе АЕК выиграл свой первый трофей — Кубок Греции.
Удачно сложилось для футболиста и начало сезона 2011/12. Своими выступлениями за АЕК Манолас привлёк внимание таких английских футбольных клубов, как «Эвертон», «Ньюкасл Юнайтед», «Блэкберн Роверс», «Уиган Атлетик» и «Вест Хэм Юнайтед». Однако карьеру Костас продолжил в одном из грандов греческого футбола «Олимпиакосе», где он выступал два сезона.

Манолас в составе «Ромы»

26 августа 2014 года перешёл в итальянский клуб «Рома» из греческого «Олимпиакоса» за 13 миллионов евро. Клуб заключил пятилетний контракт до 30 июня 2019 года. За четыре сезона Манолас сперва стал основным защитником команды, а позднее и лидером обороны «джалоросси», проведя более 150 матчей в Серии А.
В июне 2017 года сообщалось о возможном переходе Маноласа в российский «Зенит» СПб, однако трансфер не состоялся — футболиста не устроило предложение фиксировать зарплату в рублях, а клуб — неявка Маноласа на медицинское обследование.
2 декабря 2017 года продлил контракт с «Ромой» до 30 июня 2022 года.
4 апреля 2018 года в первом матче четвертьфинала Лиги чемпионов с испанским клубом «Барселона» Манолас забил гол в свои ворота, а команда по окончании встречи проиграла со счётом 1:4. Однако уже 10 апреля в ответной встрече на своём поле, Костас уже при счёте 2:0 в пользу хозяев, с подачи углового забил головой решающий мяч, который и принёс грандиозную победу «джалоросси». В итоге «Рома» по итогам двух встреч (1:4, 3:0) смогла впервые за 34 года выйти в полуфинал Лиги чемпионов.
30 июня 2019 года Манолас перешёл из «Ромы» в «Наполи» за 36 миллионов евро.

### В сборной
С 2009 года Манолас выступал за молодёжную сборную Греции. В 2010 году был включён главным тренером сборной Греции Отто Рехагелем в расширенный список кандидатов в сборную для участия на чемпионате мира в ЮАР, однако в конечном итоге не попал в заявку команды.

## Достижения
АЕК
- Бронзовый призёр чемпионата Греции (2): 2009/10, 2010/11
- Обладатель Кубка Греции: 2010/11

«Олимпиакос»
- Чемпион Греции (3): 2012/13, 2013/14, 2021/22
- Обладатель Кубка Греции: 2012/13

«Рома»
- Вице-чемпион Италии (2): 2014/15, 2016/17
- Бронзовый призёр чемпионата Италии (2): 2015/16, 2017/18

«Наполи»
- Обладатель Кубка Италии: 2019/20

## Клубная статистика
| Выступление      | Выступление      | Выступление      | Лига | Лига | Кубки | Кубки | Еврокубки | Еврокубки | Итого | Итого |
| Клуб             | Лига             | Сезон            | Игры | Голы | Игры  | Голы  | Игры      | Голы      | Игры  | Голы  |
| ---------------- | ---------------- | ---------------- | ---- | ---- | ----- | ----- | --------- | --------- | ----- | ----- |
| Трасивулос       | Суперлига        | 2008/09          | 6    | 0    | —     | —     | —         | —         | 6     | 0     |
| Трасивулос       | Итого            | Итого            | 6    | 0    | —     | —     | —         | —         | 6     | 0     |
| АЕК              | Суперлига        | 2009/10          | 10   | 1    | 1     | 0     | —         | —         | 11    | 1     |
| АЕК              | Суперлига        | 2010/11          | 27   | 1    | 3     | 1     | 6         | 1         | 36    | 3     |
| АЕК              | Суперлига        | 2011/12          | 29   | 1    | 2     | 0     | 7         | 1         | 38    | 2     |
| АЕК              | Итого            | Итого            | 66   | 3    | 6     | 1     | 13        | 2         | 85    | 6     |
| Олимпиакос       | Суперлига        | 2012/13          | 24   | 1    | 6     | 0     | 7         | 0         | 37    | 1     |
| Олимпиакос       | Суперлига        | 2013/14          | 25   | 3    | 4     | 0     | 7         | 2         | 36    | 5     |
| Олимпиакос       | Итого            | Итого            | 49   | 4    | 11    | 0     | 14        | 2         | 74    | 6     |
| Рома             | Серия А          | 2014/15          | 30   | 0    | 1     | 0     | 10        | 0         | 41    | 0     |
| Рома             | Серия А          | 2015/16          | 37   | 2    | —     | —     | 8         | 0         | 45    | 2     |
| Рома             | Серия А          | 2016/17          | 33   | 0    | 3     | 0     | 9         | 0         | 45    | 0     |
| Рома             | Серия А          | 2017/18          | 29   | 2    | —     | —     | 11        | 2         | 40    | 4     |
| Рома             | Серия А          | 2018/19          | 27   | 1    | 1     | 0     | 7         | 1         | 35    | 2     |
| Рома             | Итого            | Итого            | 156  | 5    | 5     | 0     | 45        | 3         | 206   | 8     |
| Всего за карьеру | Всего за карьеру | Всего за карьеру | 277  | 12   | 22    | 1     | 72        | 7         | 371   | 20    |